# 6664 Tennyo
6664 Tennyo eller 1993 CK är en asteroid i huvudbältet som upptäcktes den 14 februari 1993 av den japanska astronomen Takao Kobayashi vid Ōizumi-observatoriet. Den är uppkallad efter Tennyō i Buddhismen.
Asteroiden har en diameter på ungefär 4 kilometer och den tillhör asteroidgruppen Flora.